# NGC 2100
NGC 2100 je otvoreni skup (za neke kuglasti skup) u zviježđu Zlatnoj ribi. 

## Vanjske poveznice
- SEDS: NGC 2100